# Shahriar Mandanipur

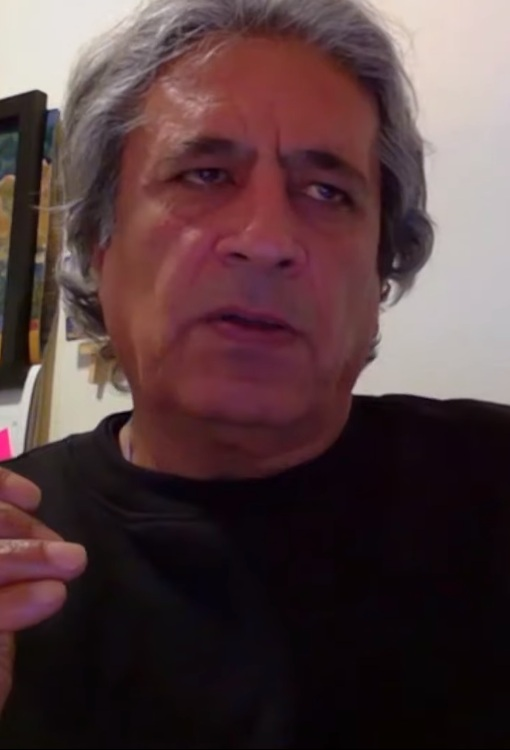
Shahriar Mandanipur

Shahriar Mandanipur (geboren 15. Februar 1957 in Schiras) ist ein iranischer Schriftsteller.

## Leben
Shahriar Mandanipur wuchs in Schiras auf und studierte ab 1975 Politikwissenschaften in Teheran. Er war 18 Monate als Offizier an der Front im iranisch-irakischen Krieg eingesetzt. Mandanipur arbeitete als Bibliothekar und fand für seine ersten Schreibversuche den Schriftsteller Huschang Golschiri als Mentor. Sein erster Band mit Erzählungen erschien 1989. Von 1992 bis 1997 durfte er im Iran nicht publizieren, ab der Ära Mohammad Khatami konnten Bücher von ihm verlegt werden.
Über zehn Jahre war er Chefredakteur der Literatur- und Kunstzeitschrift Asr-e Pandjshanbeh, die 2009 aus politischen Gründen eingestellt wurde. Mandanipur wurde wiederholt zu Gastprofessuren in die USA eingeladen, er war 2014 Fellow am Wissenschaftskolleg Berlin.

## Werke (Auswahl)
- Eine iranische Liebesgeschichte zensieren : Roman. Übersetzung aus dem Englischen Ursula Ballin. Zürich : Unionsverlag, 2011
- Augenstern : Roman. Übersetzung aus dem Englischen Regina Schneider. Zürich : Unionsverlag, 2020
- Das iranische Schamgefühl, Übersetzung Maryam Mameghanian-Prenzlow. In: Kulturaustausch, 3/2014
- Islamischer Staat. Übersetzung aus dem Englischen Detlef Esslinger. SZ, 24. Juli 2021, S. 5